# TT76
A TT76  Nyugat-Thébában, Sejh Abd el-Kurna északi részén, magasan a gerincen fekvő sír, Tjenuna nyughelye. A XVIII. dinasztia egyik uralkodója, IV. Thotmesz fáraó idején töltötte be a magas hivatali pozíciót, ő volt a legyezőhordozó a király jobbján. A sír alaprajza az adott kornak megfelelően egy fordított T, melynek kereszt irányú csarnokának mennyezetét négy oszlop tartja, az oszlopok és a falak töredékesen díszítettek. Az ábrákat és feliratokat Champollion, Karl Richard Lepsius, és Richard H. Wilkinson tanulmányozta. A csarnok északkeleti oldalán egy modern kori áttörés látható a szomszédos TT75 sírba, amit később befalaztak. A hosszanti csarnok sírszobra és ábrázolásai az amarnai képrombolásnak estek áldozatul. Felesége nevét is a sírfeliratokról ismerjük, Nebettauinak hívták.

A TT76 elhelyezkedése Sejh-Abd-el-Kurna-ban

| V13 · N35 · Z2 | N35 · G4 |

| V13 · N35 · Z2 | N35 · G4 |